# Syndroom van Bogart-Bacall
Het syndroom van Bogart-Bacall is een aandoening veroorzaakt door vocaal misbruik.
Mensen die harder praten of zingen dan hun gemiddelde, kunnen last krijgen van vocale vermoeidheid. Dit is tevens de oorzaak van dysfonie. Mensen die met een relatief lage stem praten worden het vaakst getroffen, vooral wanneer ze een slechte ademhaling en stembeheersing hebben. Het syndroom kan gevolgen hebben voor zowel mannen en vrouwen.
Zowel Humphrey Bogart als Lauren Bacall hadden last van een lichte vocale stoornis, dit verklaart de naam van deze aandoening.
BBS is nu de medische term voor een voortdurende heesheid die vaak acteurs, zangers of tv-/radiopresentatoren teistert, aangezien zij regelmatig met een lage stem dienen te spreken. Bacall had uiteraard een hoge, nasale stem, ze is opgeleid deze te verlagen voor haar rol in de film To Have and Have Not. De behandeling bestaat meestal uit stemtherapie door een logopedist.